# MI
MI je hrvatski katolički mjesečnik. List izlazi od 1976. godine. Izlazi u Zagrebu. 
Uređivali su ga Augustin Kordiš, Jozo Mario Tolj, Vladimir Lončarević, Lucija Ljubić i Mate Krajina. Izdavači ovog lista bili su Svetoduška zajednica župe sv. Antuna, Svetoduška zajednica mladih, Hrvatsko književno društvo sv. Ćirila i Metoda, Zajednica mladih Mi te Hrvatski katolički zbor Mi.